# 七尾藩
七尾藩（ななおはん）は、豊臣政権期に能登国に存在した藩。藩庁は七尾城（現在の石川県七尾市古城町）のち小丸山城（現在の石川県七尾市馬出町子部）に置かれた。

## 藩史
織田信長から能登、次いで豊臣秀吉に加賀半国と越中三郡を得て、次代の加賀百万石の基礎を築き上げた前田利家は、長男の前田利長に家督と加賀の所領を、次男の前田利政に能登七尾21万5000石を分与していた。利政は七尾港に近い小丸山城に移り、七尾城は1589年（天正17年）廃城となった。
利家の死の翌年、関ヶ原の戦いが起こると、利長・利政兄弟は東軍として出陣することになったが、利政は大坂で妻子が人質になっていることを知ってその救出を優先すべきと主張して、利長の出兵に従わずに七尾に留まった。これに激怒した利長は戦後に利政が西軍に通じていると訴え出た（『天寛日記』）。このため、利政は所領を没収され、その旧領は全て利長に与えられ加賀藩が成立した。ちなみに利政の子孫は、加賀藩に仕えている（前田土佐守家）。
小丸山城は元和元年（1615年）の一国一城令で廃された。七尾はその後、商工業や港町として発展を遂げた。

## 歴代藩主
前田家
1. 利政